# Emma Nováková
Emma Nováková (29. března 1878 Kunštát – 30. května 1977 Praha) byla důležitou postavou provázející po desetiletí všechny členy rodiny Mašínů. Svoji osobností ovlivnila jak výchovu své dcery Zdeny Mašínové starší (rozené Novákové), tak i své vnučky Zdeny Mašínové mladší. V lednu 1942 svým rozhodným postojem zabránila německým protektorátním úřadům odebrat děti (Ctirada Mašína, Josefa Mašína a Zdenu Mašínovou mladší) vězněných rodičů – Zdeně a Josefu Mašínovým. V 50. letech 20. století, kdy byla její těžce nemocná dcera Zdena souzena a vězněna komunistickým režimem, se několika žádostmi o milost pokusila o zmírnění jejího trestu.     

## Život

### Rodinný původ
Emma (Emilie) Klára Nováková (rozená Svobodová) se narodila 29. března 1878 v Kunštátě číslo popisné 47 (soudní okres Rokytnice, politický okres Žamberk) do chudé vícečlenné německé rodiny. Jejím otcem byl vrchní komisař finanční stráže Anton (Antonín) Svoboda (* 13. dubna 1850 Střešovice) z Tábora číslo 14. Její matkou byla Pauline (Pavlína) Svobodová (rozená Strauch, resp. Strauchová; * 13. května 1852, Kunštát) z Kunštátu číslo 47. Emma Svobodová měla několik sourozenců, jimiž byli: Antonín Svoboda, Zdenka Svobodová, Leopold Svoboda, Vilemína Svobodová, Michaela Svobodová, Julie Svobodová a Antonie Svobodová. Jako jedno z nejstarších dětí v rodině se musela o své mladší sourozence starat a měla od útlého věku v rodině mnoho povinností, což zformovalo její charakter: byla zatvrzelá.

### Leopold Novák
Její otec Antonín Svoboda pocházel z dvojčat a jeho bratr–dvojče provozoval v Praze kamnářskou dílnu. Sotva dospělá Emma Svobodová odešla za otcovo bratrem do Prahy, kde pracovala v rodině pražského židovsko–německého advokáta Saara (bytem ve Štěpánské ulici) jako slečna (Au Pair) k jeho dvěma dětem. V domě, kde bydlel advokát Saar a odkud Emma vycházela s jí svěřenými dětmi na časté procházky, sídlila i zeměměřičská kancelář, kde pracoval Leopold Novák – Emmin budoucí manžel. V době seznámení studoval Leopold Novák na vysoké škole v Praze. Slibně se rozvíjející vztah přerušila Emma tím, že po dvou letech služby v Praze odešla (se svojí kamarádkou „Mienchen“) na rok do Vídně a odtud pak na tři roky do Paříže. V uvedených lokalitách pracovala jako služka nebo vychovatelka malých dětí. Po návratu Emmy a její kamarádky do Prahy plánovaly obě dívky cestu do Ameriky. Emma se před odjezdem chtěla rozloučit se svým mimopražským otcem. Na pražském vlakovém nádraží se k ní připojil Leopold Novák. Nakonec se podařilo Leopoldu a Emminým rodičům dívce cestu do Ameriky rozmluvit. Leopold Novák (* 6. července 1873 Praha – 14. července 1933 Olomouc) – budoucí Ing. – se tak stal manželem Emmy Svobodové po sňatku v jihočeském Táboře 21. října 1901.

### Manželé Novákovi
Novomanželé Novákovi bydleli nejprve v malém bytě v pražských Vršovicích. V roce 1902 se Leopold opět přihlásil na vysokou 
školu, aby dokončil studia, která započal. Krátce po zahájení zimního semestru se manželům narodil 25. října 1902 syn Ctibor Novák. Během studia se Leopold podílel na melioračních pracích na Hané a místní sedláci mu doporučili, aby se v Olomouci nebo někde poblíž usadil. Po skončení Leopoldova studia (s výborným prospěchem; v roce 1905) se v roce 1906 rodina přestěhovala do Olomouce, kde bydleli nejprve poblíž hlavního nádraží. Za krátkou dobu si Leopold Novák otevřel na Horním náměstí vlastní zeměměřičskou kancelář, přestěhovali se do prostornějšího bytu, pořídili si služebnou a 20. května 1907 se jim narodila dcera Zdena Nováková. Oba manželé byli vlastenecky založení. Leopold byl členem obecní rady (na krátkou chvíli zastával funkci zástupce starosty) a dokonce se stal náčelníkem místního Sokola. Emma byla nejen cvičenkou Sokola, ale angažovala se i v místním ženském spolku. Rodina vlastnila zeměměřičskou kancelář, žulový lom v Jeseníkách a mlýn v Bělkovicích.
Povahové rysy obou manželů se postupem času diferencovali. Leopold Novák byl otevřený, bodrý, společenský člověk se sklonem k rozhazovačnosti, zatímco Emma byla introvertní, spořivá žena se silným smyslem pro povinnost a zodpovědnost. Byla formována chudobou a nedostatkem, který zažila v dětských letech, povahově uzavřenější a mnohdy i citově chladnější. V roce 1914 se manželům narodil třetí potomek – syn Miroslav Novák, který ale ještě v témže roce zemřel. Povahová odlišnost manželů se projektovala i do výchovných přístupů k potomkům. Leopold Novák byl tolerantní, Emma Nováková se snažila vést děti ke kázni tvrdě, přísně a mnohdy až despoticky.

### První světová válka
Po vypuknutí první světové války narukoval Leopold Novák do haličských Wadovic na velitelství vojenských staveb a rodinný podnik musela vést Emma za pomoci rodinného známého inženýra Turka z Brna. Během jejího svědomitého, spořivého a zodpovědného hospodaření se rodině Novákových dařilo postupně splácet veškeré úvěry. Leopoldovy rozsáhlé známosti a rodinné vlastnictví mlýna v Bělkovicích fungovaly jako „polštář“, který Novákovu rodinu částečně uchránil od prvoválečného strádání a bídy. Ještě než první světová válka skončila, podařilo se olomoucké radnici vyreklamovat Leopolda a zajistit jeho převelení do Olomouce na práce, které město nutně potřebovalo.

### Mezi dvěma válkami
V průběhu prvních tří desetiletí 20. století v Olomouci Novákovi vybudovali úspěšnou a prosperující zeměměřičskou kancelář. Po skončení první světové války a po složení maturity (v roce 1922) se předpokládalo, že rodinnou firmu převezme syn Ctibor Novák (1902–1955). Ten se ale v roce 1922 přihlásil na Vojenskou akademii v Hranicích na Moravě (a po jejím absolvování v roce 1924 se stal vojákem z povolání). V roce 1922 již rodina Nováků patřila v Olomouci do vyšší střední třídy. Emma Nováková zůstávala jako žena v domácnosti a dohlížela na svoji tehdy 15letou dceru Zdenu Novákovou (1907–1956). Ta po maturitě vystudovala v Praze ČVUT, obor zeměměřičství. Tento obor zde vystudovala (kolem roku 1929) jako vůbec první žena.
V rodině Nováků platilo logické a dohodnuté výchovné pravidlo: o „nezvedeného“ syna Ctibora se měl starat jeho otec Leopold a o dceru Zdenu pak její matka Emma. Během studia na Vojenské akademii v Hranicích na Moravě se Ctibor Novák hned první rok (1923) pokusil o demonstrativní sebevraždu zastřelením. Ctibor tím chtěl přesvědčit svého otce Leopolda o tom, aby mu dovolil „sběhnout ze studia“. Ačkoliv měl nastalou situaci řešit Leopold, ujala se případu Emma, která se dostavila do Vojenské akademie, synovi vynadala a důrazně připomněla, že to bylo jeho rozhodnutí (proti vůli rodičů) tam studovat. Dle jejich slov měl „Vojenskou akademii v Hranicích dokončit nebo se zastřelit“. S tím, že jej do té doby nechce vidět pak rázná Emma Vojenskou akademii opustila.
Leopold Novák žil v Olomouci, vedl prosperující stavební firmu (od roku 1910 byl povoláním „autorisovaný civilní inženýr geometr, podnikatel průmyslové zpracování kamene“), byl kulturním inženýrem a geometrem a až do roku 1933 vedl zeměměřičskou kancelář. Politicky byl organizován od roku 1918 u tehdejší Národní demokracie a ve 30. letech 20. století kandidoval do městského zastupitelstva za Národní obec fašistickou v Olomouci.
Emmina dcera Zdena Nováková se provdala 17. června 1929 za majora prvorepublikové československé armády Josefa Vladimíra Mašína (1896–1942). Emmin syn Ctibor Novák se oženil v Majetíně u Přerova 2. září 1930 a jeho manželkou se stala Marie Veselská (* 14. března 1907) pocházející ze značně bohaté statkářské rodiny.
Poté, co obě děti manželů Emmy a Leopolda Novákových vstoupili do svazku manželského se jejich matka Emma Nováková stala postupně vícenásobnou babičkou. Byla babičkou třech dětí své dcery: Ctirada Mašína (1930–2011); Josefa Mašína (* 1932) a Zdeny Mašínové mladší (* 1933) a babičkou dvou dětí svého syna: Miloslavy (Mileny; Míly) Novákové (* 1931) a Ctibora Nováka (pojmenovaného po otci; * 1932). V roce 1934 se manželé Marie a Ctibor Novák rozvedli; Ctibor Novák odešel od rodiny, neboť jeho manželství s Marií bylo provázeno častými hádkami. Jeho děti, o něž soudně usiloval, byly v říjnu 1947 definitivně přiděleny do péče jejich matky Marie Novákové a její matky Františky Veselské.

Rodiče; Emma; Leopold
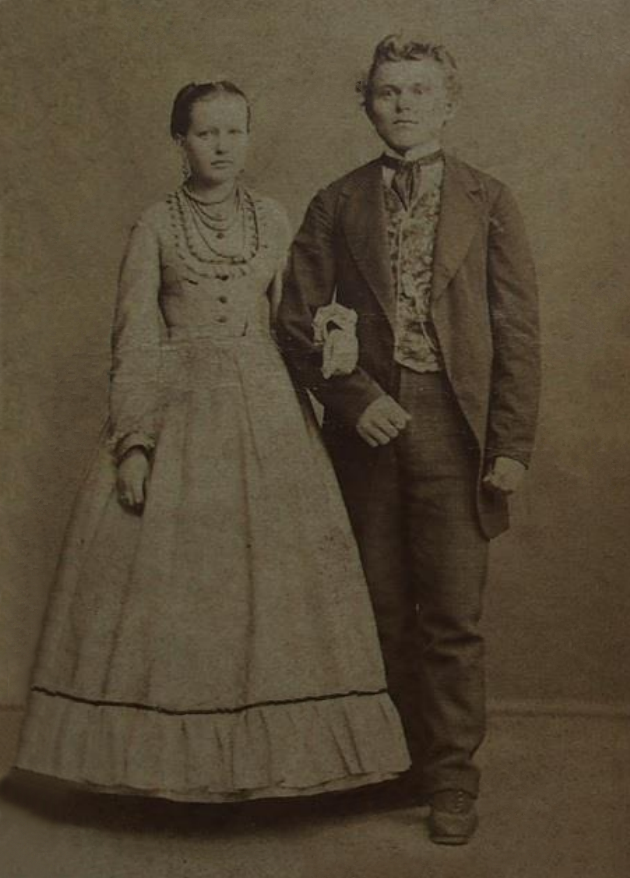
Rodiče Emmy: Pauline (Pavlína) Svobodová a Anton (Antonín) Svoboda (cca 1870)
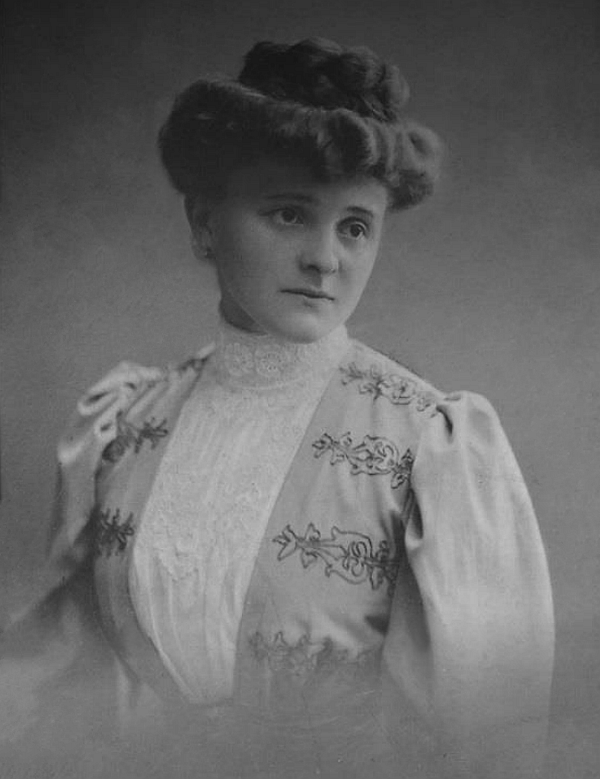
Emma Nováková (Svobodová) za první světové války (1914–1918)
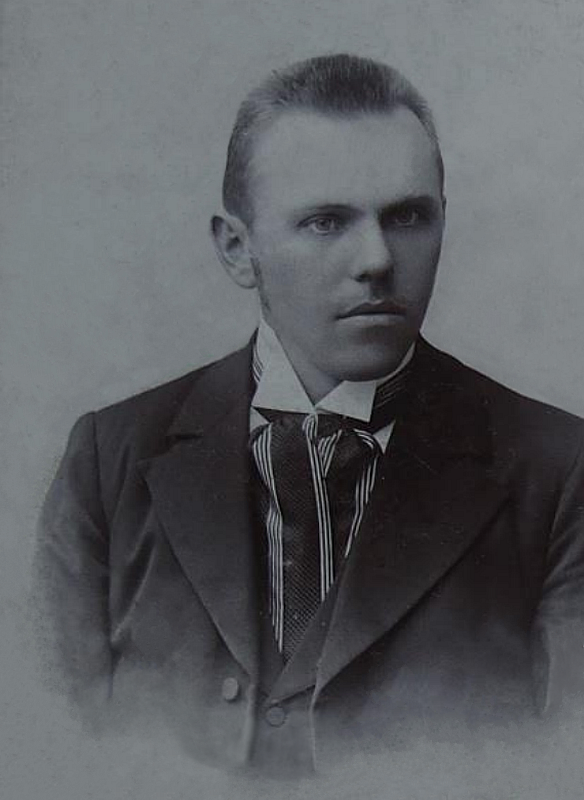
Ing. Leopold Novák v mladém věku (nejspíše před rokem 1914)
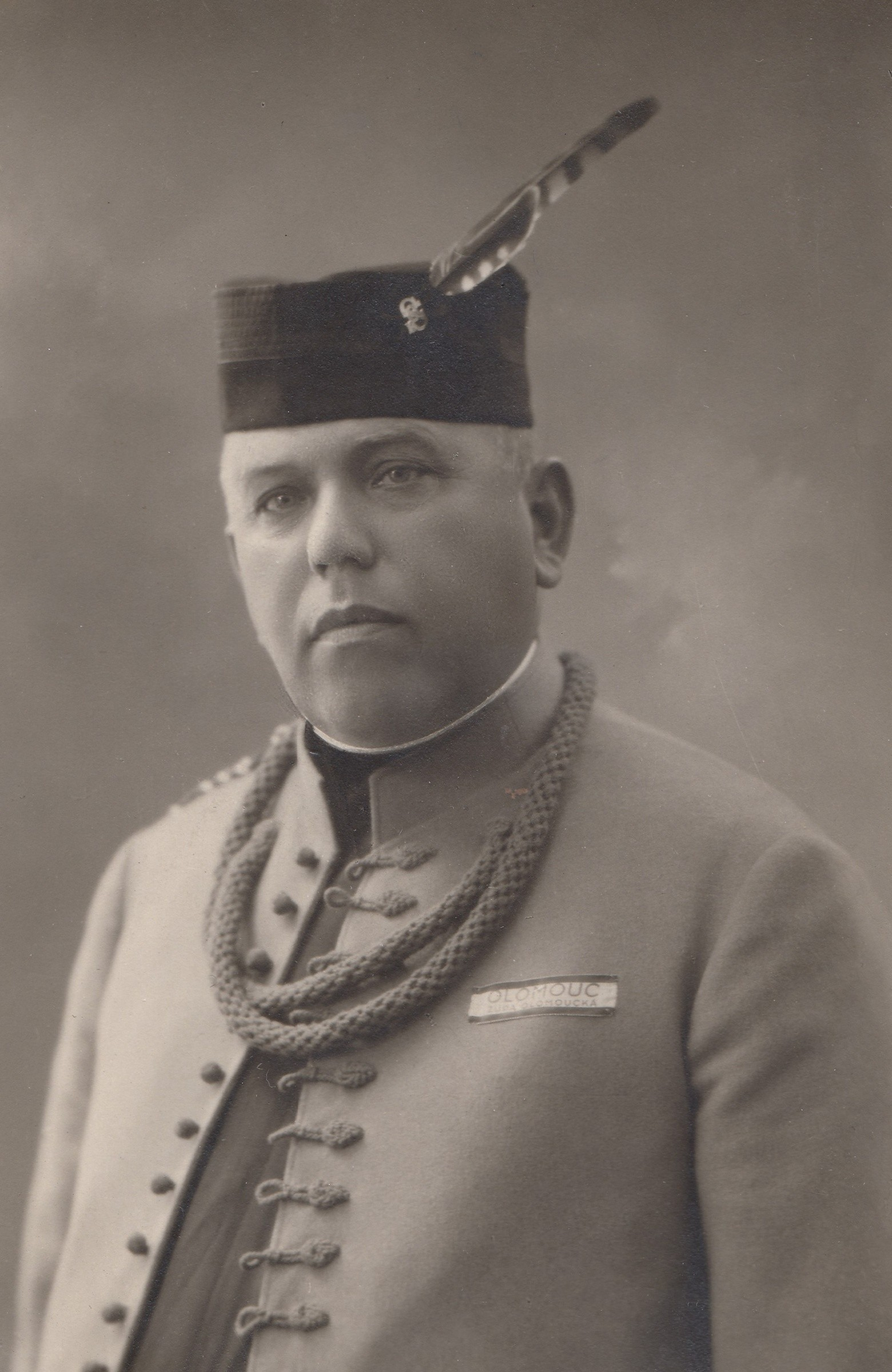
Ing. Leopold Novák v sokolském (kolem roku 1928)

### Protektorát

#### Léta 1939 až 1941
Během německé okupace Čech a Moravy a těsně před vyhlášením protektorátu (15. březen 1939) byl 14. března 1939 Emmin zeť podplukovník Josef Mašín suspendován a obžalován pro vzpouru, protože se odmítl podrobit rozkazu neklást odpor okupantům (zamýšlel vyhodit do povětří sklad zbraní v pražských ruzyňských kasárnách). Josef Mašín se poté zapojil do práce v nově vzniklé protiněmecké ilegální vojenské odbojové organizaci Obrana národa a stal se členem zpravodajsko–diverzní skupiny Tři králové. V době, kdy se Josef Mašín skrýval v ilegalitě a věnoval své síly domácímu odboji byla jeho rodina v hledáčku gestapa, které provádělo namátkové domovní razie v marné snaze přistihnout Josefa Mašína doma na případné noční návštěvě manželky a dětí. Tlak německých orgánů vyústil v příkaz rodině opustit urychleně (během 24 hodin) Prahu. Zdena Mašínová se s dětmi a matkou (Emmou Novákovou) přestěhovala do Poděbrad do rozestavěného domku, který jí nabídl její známý (poděbradský stavitel). Náhodné domovní přepady pokračovaly v Poděbradech a skončily v polovině května 1941, poté co byl Josef Mašín zatčen gestapem v podvečer 13. května 1941 po přestřelce v domě ve druhém patře v ulici Pod Terebkou, (dnešní Čiklova 19), v Praze-Nuslích.

Hlavní členové zpravodajsko–diverzní skupiny Obrany národa (Němci nazývaní Tři králové)
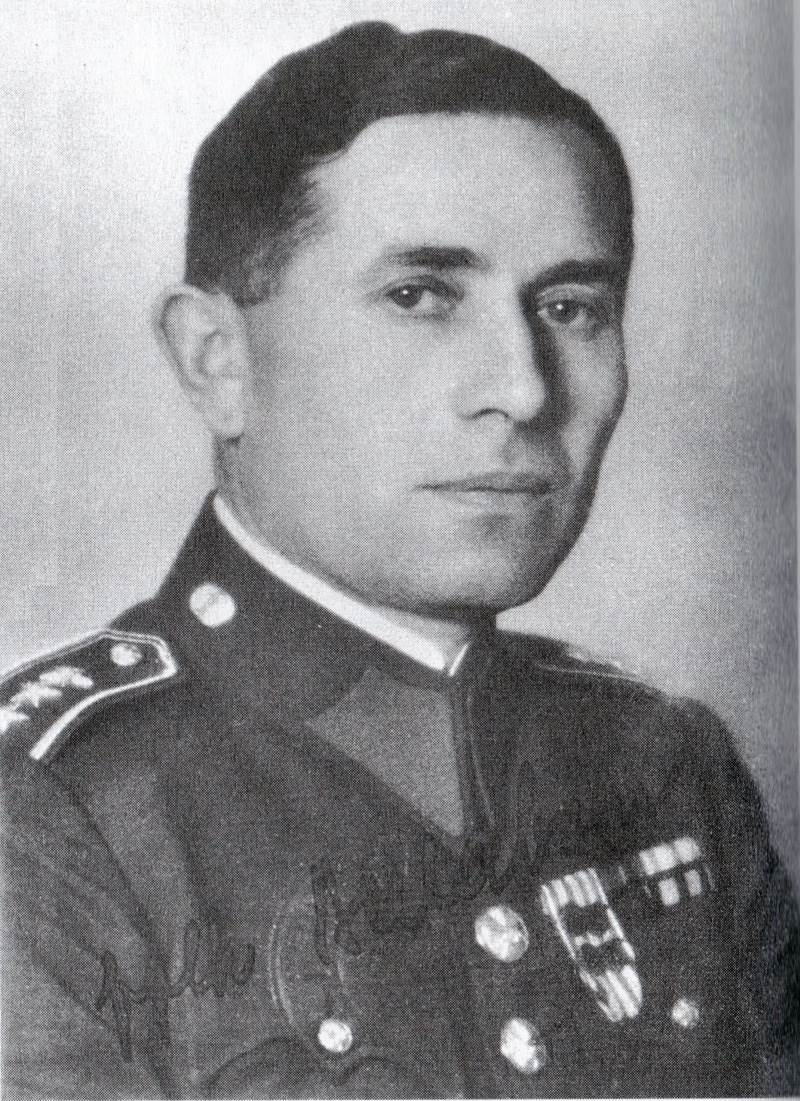
podplukovník Josef Balabán
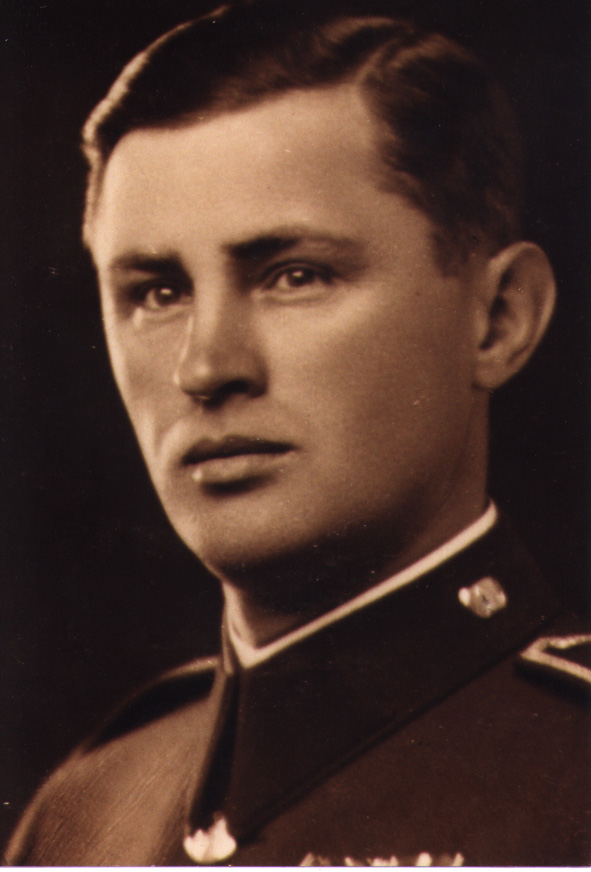
podplukovník Josef Mašín
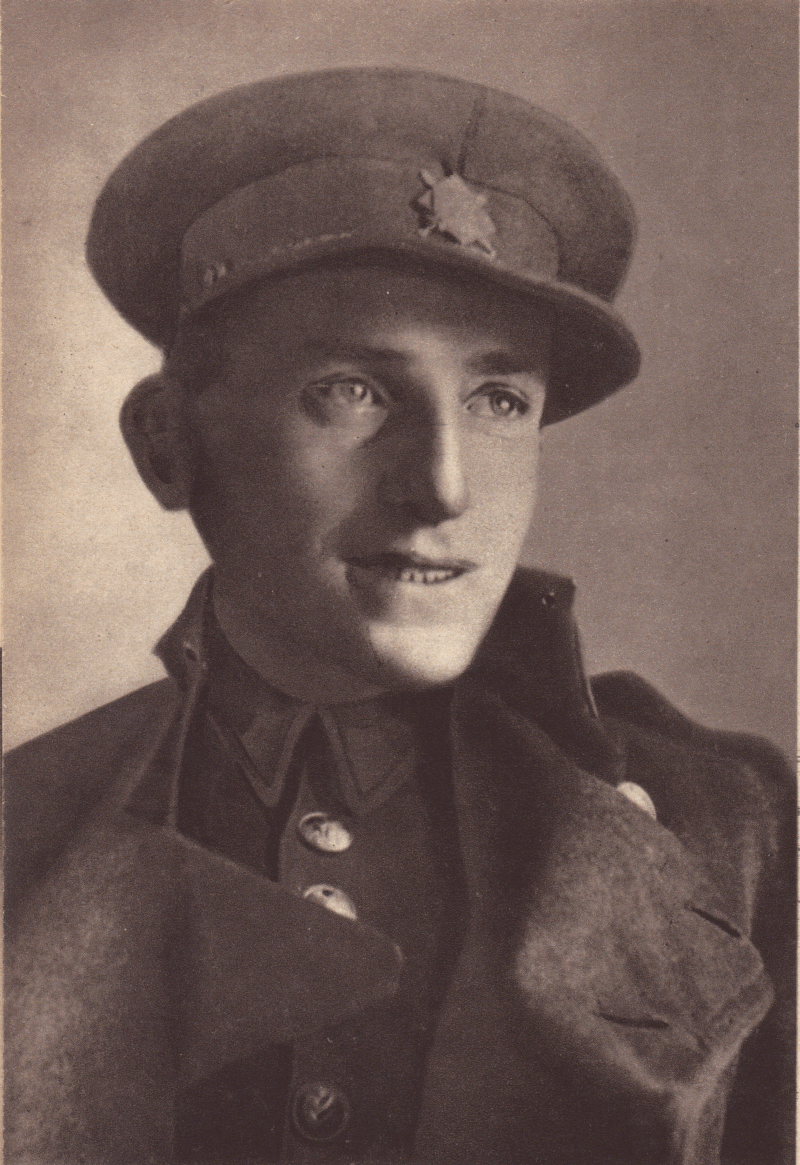
štábní kapitán Václav Morávek

#### Pokus o odebrání dětí
Ještě před plánovaným zatčením Zdeny Mašínové vydali Němci doporučení, aby Mašínovy děti (Ctirad, Josef a Zdena) byly rodině odebrány a dány k adopci, respektive do říše na převýchovu. To by v praxi znamenalo, že by Ctirad a Josef přišli do nacistické rodiny a Zdena by zemřela v plynové komoře (nacisti zabíjeli zdravotně postižené lidi). Jejich matka Zdena Mašínová byla zatčena gestapem v Poděbradech 6. ledna 1942 a následně byla vězněna v pražské pankrácké věznici, ve věznici na Karlově náměstí v Praze a v policejní věznici gestapa v Malé pevnosti v Terezíně.
Jen duchapřítomností německé hospodyně Marie Neubauerové byly v době zatýkání Zdeny Mašínové její děti ponechány v rodině. Hospodyně tvrdila, že není rodinným příslušníkem a děti nemůže tudíž úřadům vydat. Tehdy zasáhla podstatným způsobem do osudu dětí jejich babička Emma Nováková. Neprodleně se dostavila do úřadovny gestapa, kde se rezolutním způsobem zaručila úředníkům, že děti „vychová v říšském duchu“ tak, aby z nich vyrostli řádní občané Německa. Emma Nováková pocházela z německé rodiny a navíc kdysi pracovala ve Vídni, kde si osvojila výbornou znalost němčiny a ač neměla žádnou snahu tento svůj slib plnit, přesto jí úředníci uvěřili a od odebrání dětí bylo úřady upuštěno.
A byla to právě babička Emma Nováková, v jejíž přítomnosti mohly děti navštívit svoji vězněnou matku Zdenu a donést jí prádlo. V pankráckém vězení se Zdena Mašínová dostala na jednu celu s Miladou Horákovou a obě ženy se staly kamarádkami.

Děti a některá z vnoučat Emmy Novákové
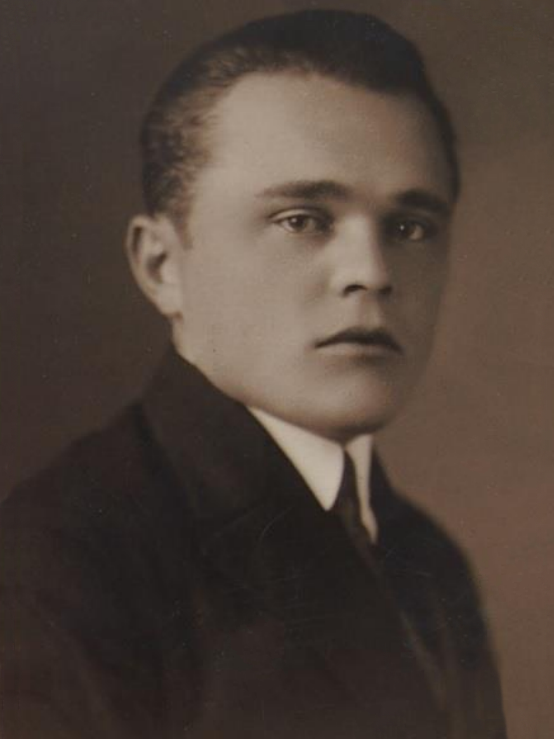
Syn Emmy: Ctibor Novák (kolem roku 1918)
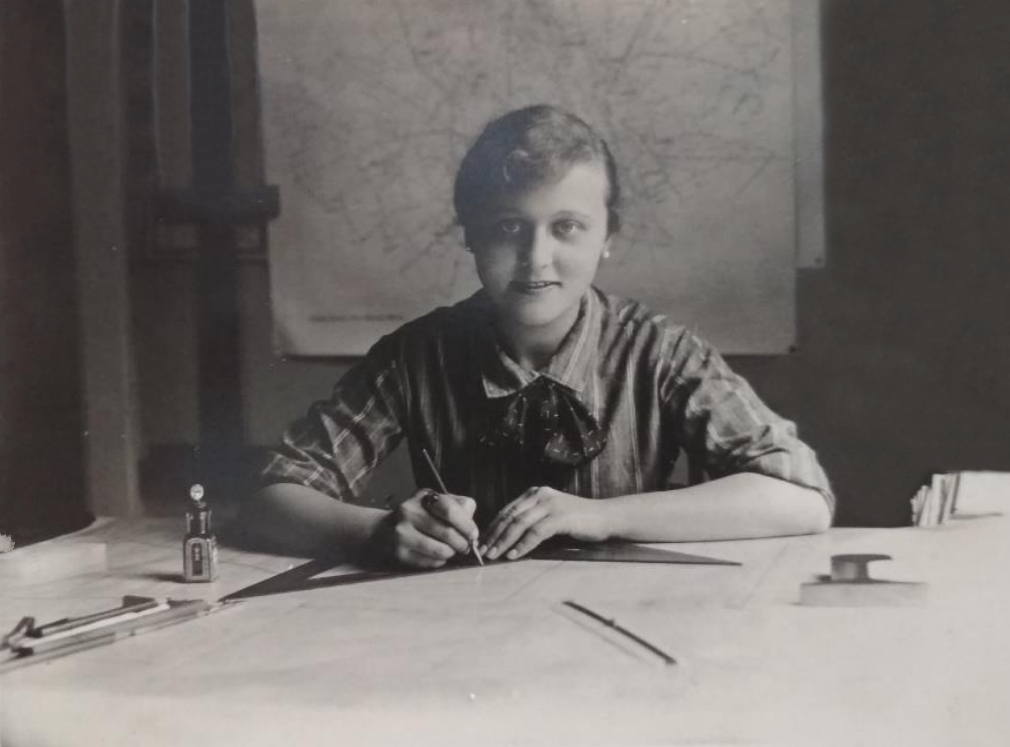
Dcera Emmy: Zdena Nováková (provdaná Mašínová) jako budoucí zeměměřičská inženýrka na praxi u svého otce Ing. Leopolda Nováka (rok 1928)
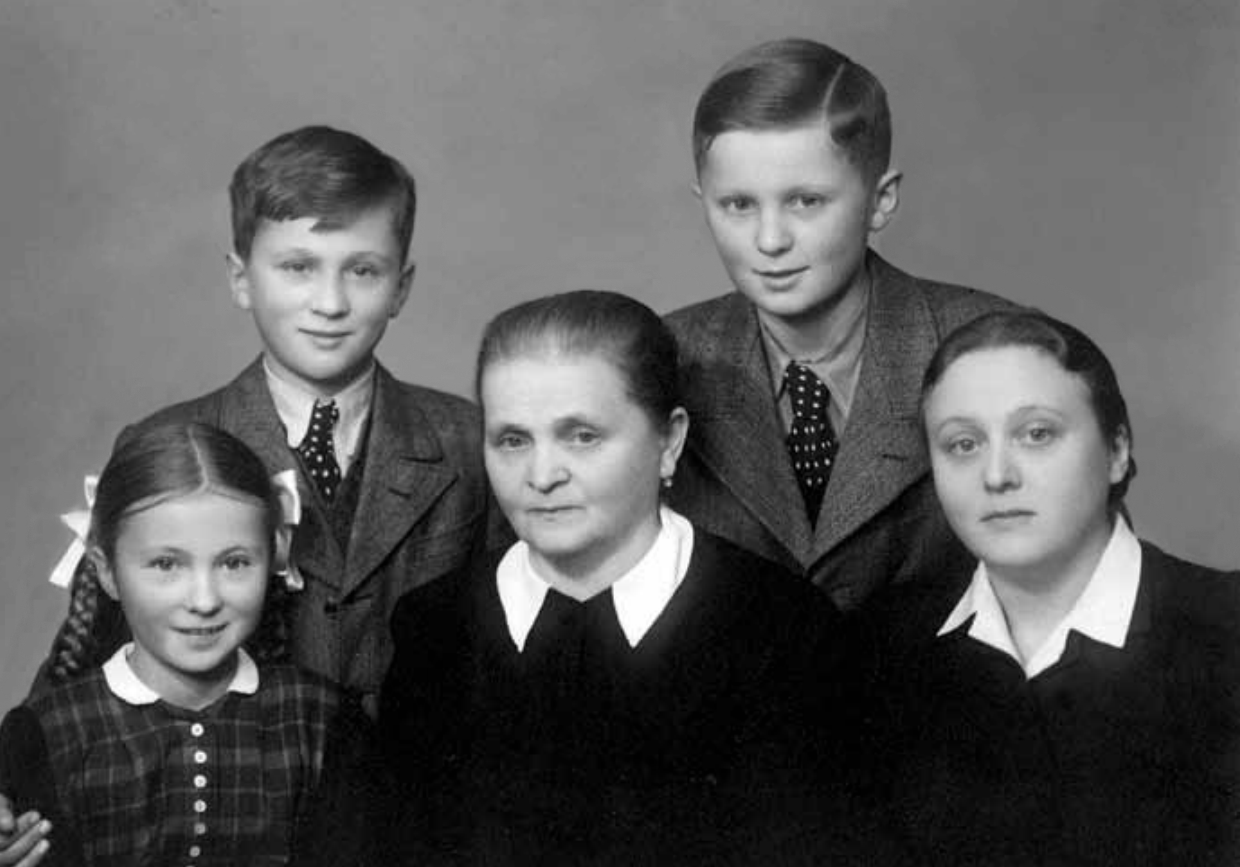
Foto únor 1944. V popředí zleva: vnučka Zdena Mašínová mladší, Emma Nováková (uprostřed), dcera Zdena Mašínová starší. Vzadu zleva vnuk Josef Mašín a vnuk Ctirad Mašín
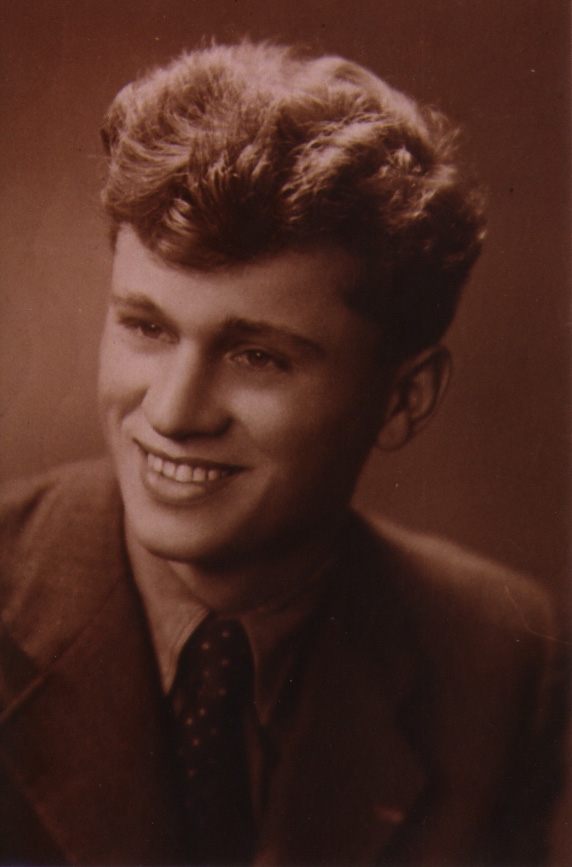
Vnuk Josef Mašín (* 1932); foto rok 1950
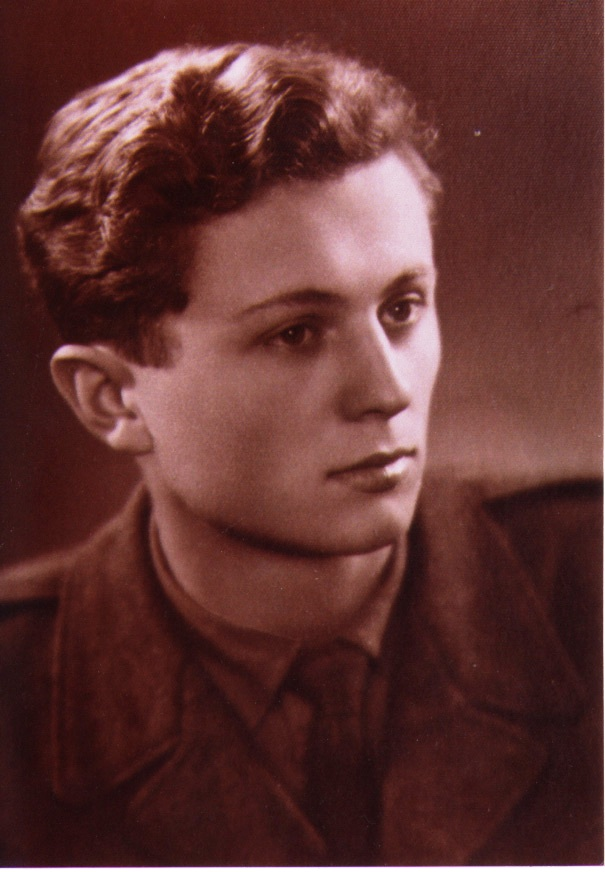
Vnuk Ctirad Mašín (* 1930), foto rok 1950
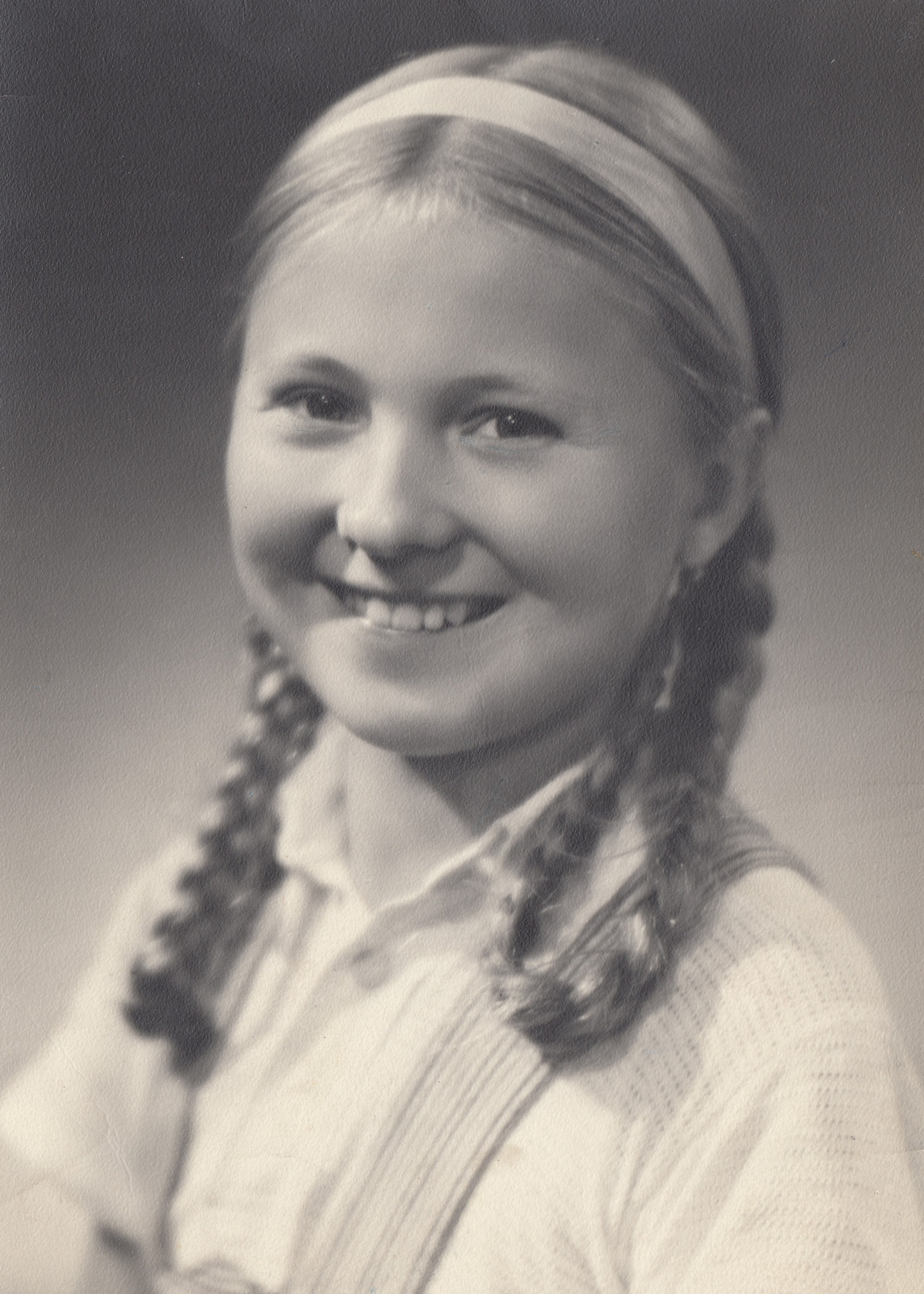
Vnučka Zdena Mašínová mladší (* 1933), foto rok 1945

#### Léta 1942 až 1945

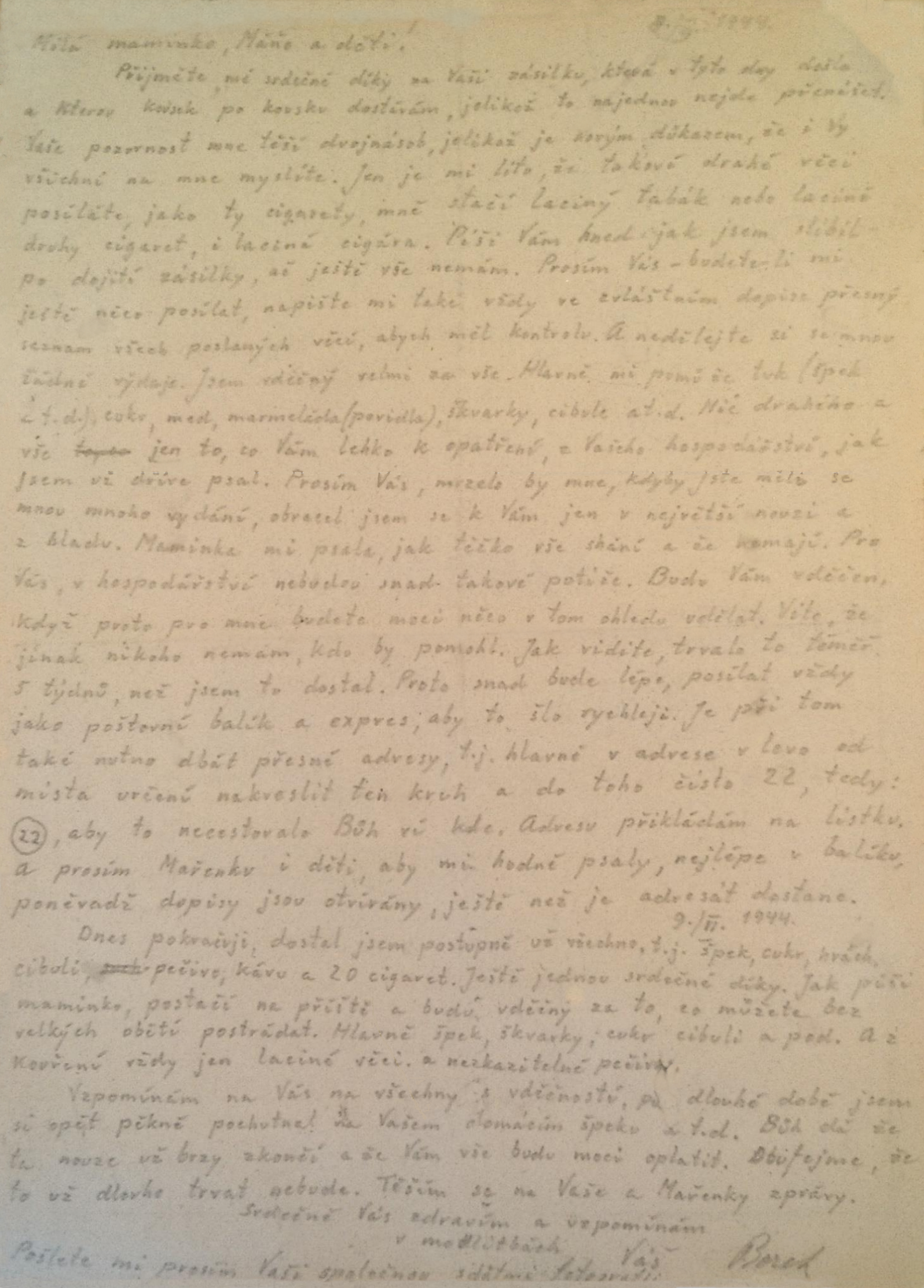
Močí psaný moták Ctibora Nováka propašovaný z nacistické káznice Hameln u Hannoveru (únor 1944)

Josef Mašín byl popraven na Kobyliské střelnici v Praze 30. června 1942 během hromadné popravy 73 českých vlastenců a odbojářů. Jeho manželka Zdena byla propuštěna na svobodu pět týdnů po jeho smrti (5. srpna 1942), ale zůstávala pod policejním dohledem. Ač nemocná a oslabená, do konce druhé světové války spolupracovala (dle svých možností) s domácím odbojem. Její synové (Ctirad a Josef) se zapojili do protiněmeckého odboje. Kromě jiných akcí skrývali (s rodinnou podporou) ke konci druhé světové války dva uprchlé sovětské válečné zajatce.

### Po druhé světové válce

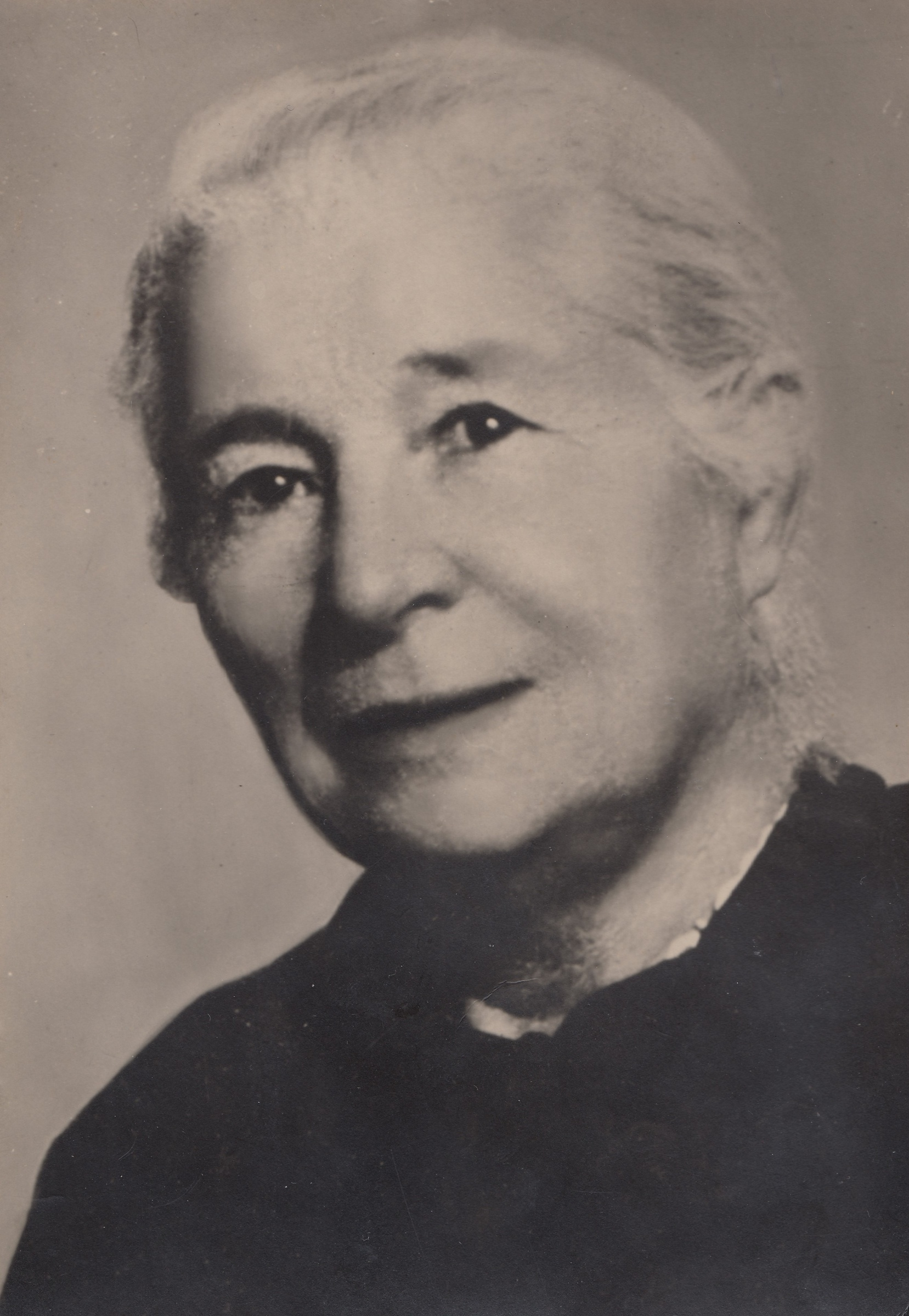
Matka podplukovníka Josefa Mašína: Marie Mašínová (1866–1941)

Kromě popraveného Josefa Mašína a Leopolda Svobody (bratra Emmy Novákové–Svobodové), který zahynul v koncentračním táboře Mauthausen, přišel rod Mašínů ještě o matku Josefa Mašína – Marii Mašínovou, rozenou Zourkovou (1866–1941), která zemřela v roce 1941. Josef Mašín byl po osvobození povýšen in memoriam do hodnosti brigádního generála; jeho manželka Zdena Mašínová starší byla vyznamenána Československým válečným křížem a jeho synové Ctirad a Josef dostali Československou medaili Za chrabrost před nepřítelem.
V létě 1945 se Emma Nováková přestěhovala z Poděbrad k synovi do Frývaldova a s ní odjela i její vnučka Zdena Mašínová mladší. Pozornost Emmy Novákové se soustředila na syna, štábního kapitána Ctibora Nováka, který tou dobou potřeboval pomoc. Ctibor Novák využil za druhé světové války fakt, že se přihlásil k německé národnosti (změnil si jméno na Anton Nowak) k výzvědným aktivitám ve prospěch polské a československé zpravodajské služby v Londýně. A byl to právě Ctibor Novák, kdo pomohl diverzní odbojové skupině Tří králů propašovat vlakem a v Berlíně 18. září 1939 nastražit dvojici náloží, z nichž jedna explodovala před budovou policejního ředitelství na náměstí Alexanderplatz a ta druhá vybuchla před budovou Ministerstva letectví na Lipské třídě (Leipzigerstrasse). Účast na těchto bombových útocích se německým vyšetřujícím orgánům sice Novákovi prokázat nepodařilo, zato byl ale při pokusu o opuštění protektorátu v září 1939 zadržen, obviněn ze špionáže a až do konce druhé světové války vězněn v německých káznicích, odkud se vrátil po osvobození s podlomeným zdravím.
Po druhé světové válce působil Ctibor Novák krátký čas jako komunistický kádr (v KSČ byl v letech 1945 až 1950) a následně pak jako velitel internačních táborů pro Němce ve Frývaldově a od roku 1947 v Domašově na Jesenicku.
V roce 1946 bylo Ctiradově dceři Míle 15 let a jeho synovi Ctiboru 14 let. K této dvojici dětí tak Emmě přibyla i třináctiletá Zdena Mašínová (* 1933). Poté co se ve svých jedenácti letech konečně po několika operacích mohla postavit na své vlastní nohy, později v Jeseníku zahájila středoškolské studium na místním reálném gymnáziu.   
Dne 10. března 1946 se Ctibor Novák podruhé oženil (podle pravoslavného ritu v Řimicích u Litovele). Jeho druhou manželkou byla Johanna Hänisch (Jana Hanichenová, rozená Melcherová; * 7. prosince 1917 Štýrský Hradec). Jana navštěvovala jen české a ruské školy; absolvovala čtyři třídy české měšťanské školy na Podkarpatské Rusi a Vesnu v Brně. Jana žila se svojí matkou na Podkarpatské Rusi, nakrátko v Michalovcích a po vzniku samostatného Slovenského štátu (14. března 1939) se Jana s matkou odstěhovaly do Frývaldova. Od roku 1940 byla Jana totálně nasazena mimo protektorát v továrně na letadla u firmy Heinkel. Do Protektorátu Čechy a Morava se dostala v roce 1943, když v Praze začala pracovat v Českomoravských strojírnách. Zde byla zaměstnána až do března 1945 kdy byla továrna vybombardována. Poté odjela za svou evakuovanou matkou do Králík a od května 1945 spolu opět obě ženy žily ve Frývaldově. (Její syn Richard Hänichen byl nejdříve v jeslích v Magdeburku-Wernige Rode nedaleko Hamelnu, poté jej Jana převezla ke své matce do Frývaldova.)
Pro svoji novou (druhou) manželku a pro její matku Martu získal Ctibor Novák (nejspíš nelegální cestou) „Osvědčení o národní spolehlivosti nevěsty“ s cílem změnit pro obě ženy národnost z německé na českou. Vyženil současně nevlastního syna Richarda Hänichena (Hanichena; * 30. října 1942 Berlín), kterého přijal za vlastního a dále jej vychovával jako Vladimíra Nováka.

Ctibor a Jana Novákovi
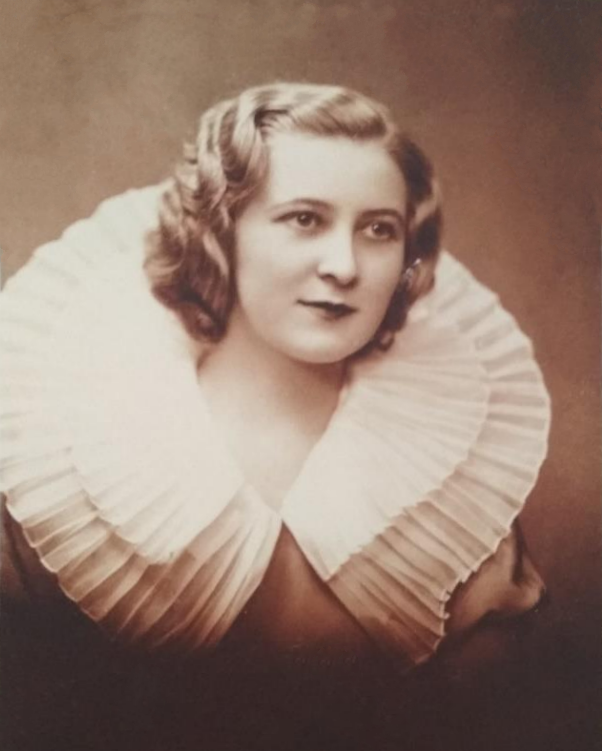
Johanna Hänisch (Jana Hanichenová, rozená Melcherová) po svatbě Jana Nováková (30. léta 20. století)
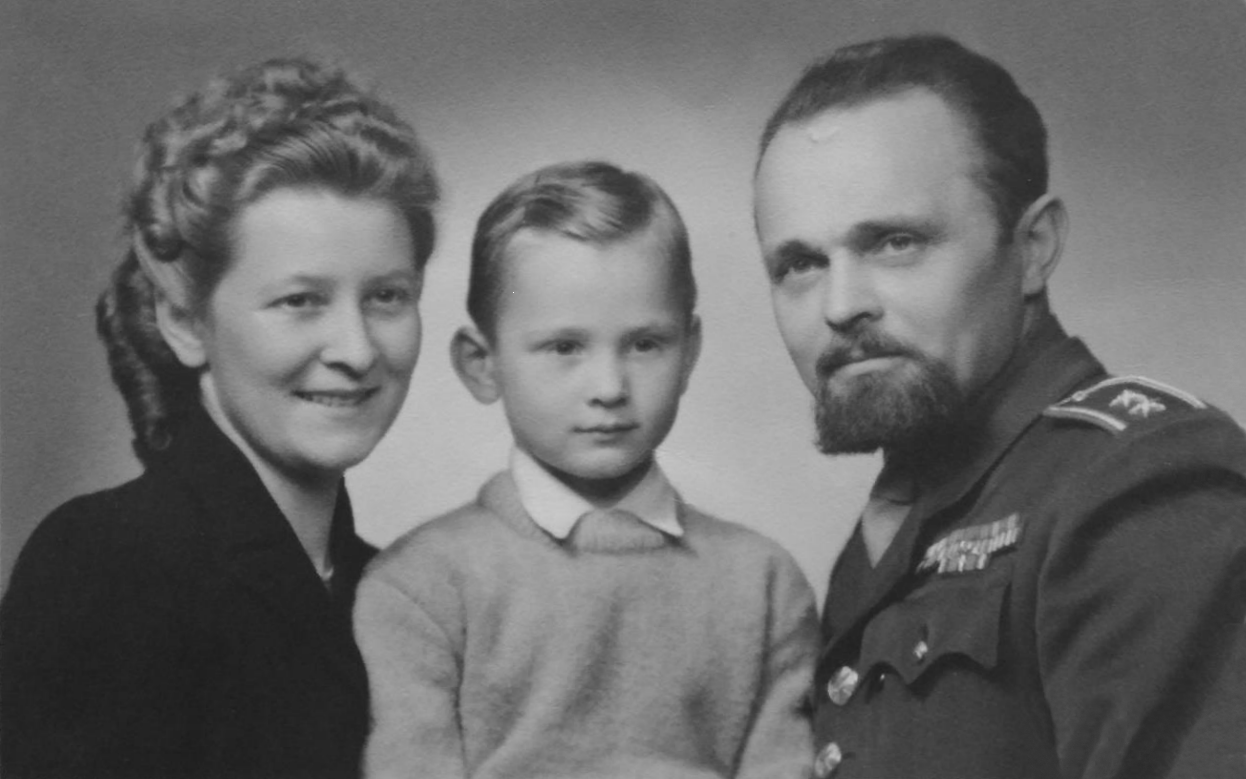
Rodina Ctibora Nováka v roce 1950; zleva: Jana Nováková; Vladimír Novák (Richard Hänichen); Ctibor Novák
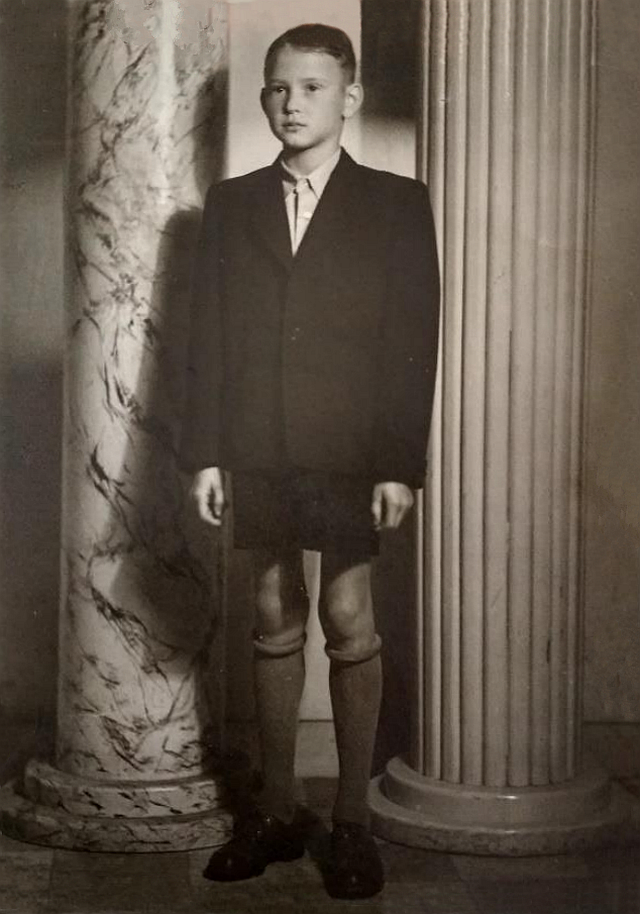
Richard Hänichen jako desetiletý Vladimír Novák (rok 1952)
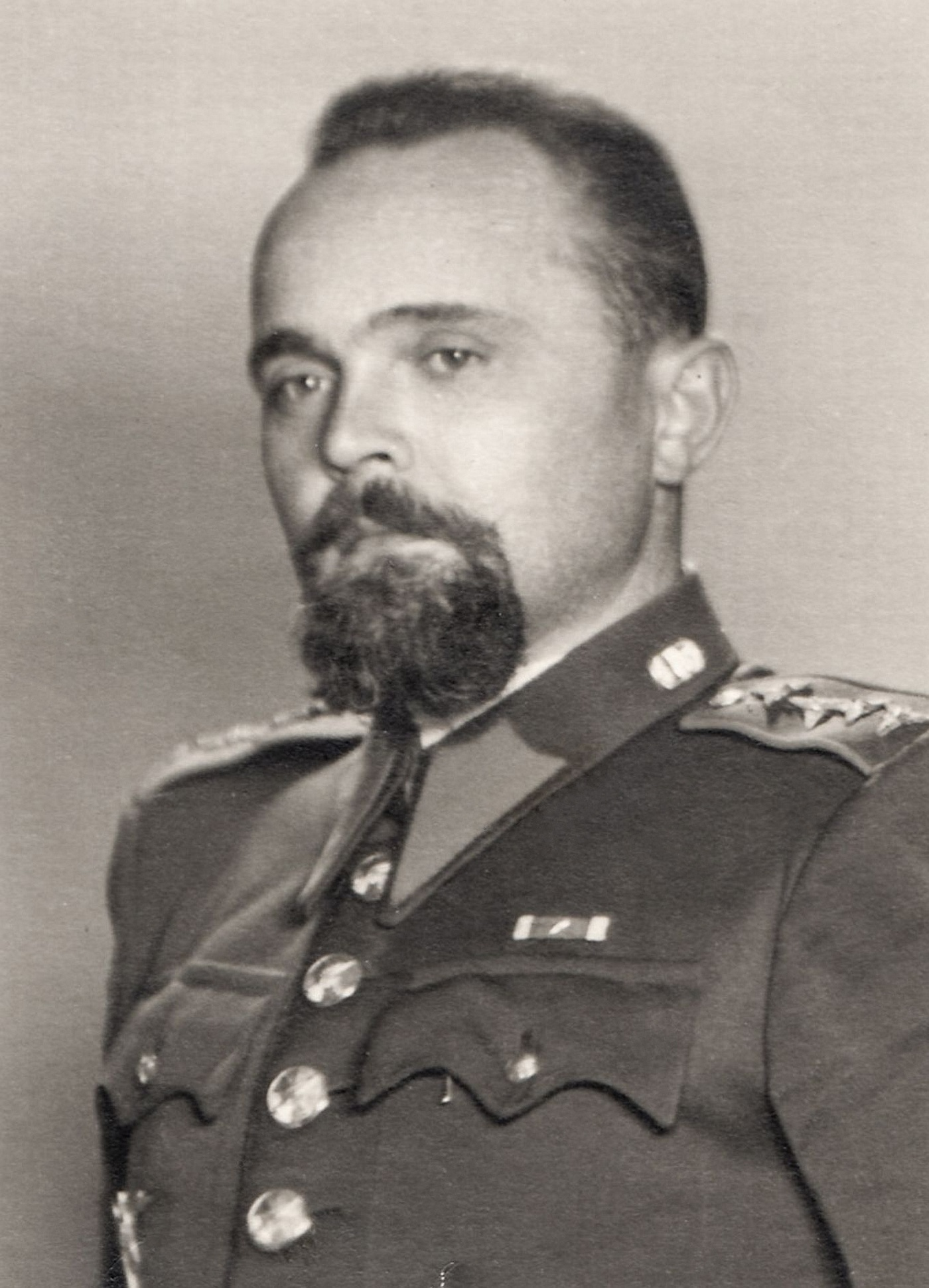
Ctibor Novák v uniformě (mezi léty 1945 až 1950)

Sňatek svého syna Ctibora s Němkou nesla Emma Nováková s maximální nevolí. Aby nemusela sdílet společnou domácnost s Janou (Johanou) Novákovou, její matkou Martou a adoptovaným Vladimírem, nalezl pro ni Ctibor Novák nový byt, kam se Emma přestěhovala. Její nevole šla tak daleko, že napsala na Ministerstvo obrany žádost s cílem odstranit Janu ze Ctiborovy blízkosti. V žádosti zdůrazňovala především její nejasný národnostní (německý) původ a neblahý vliv na vězněním podlomenou psychiku Ctibora Nováka s poukazem na jeho vlastenectví prokázané odbojovými činy za druhé světové války (atentáty na policejní presidium a letecké ministerstvo v Berlíně). Této Emmině žádosti ale nebylo (ze strany Ministerstva obrany) vyhověno.

### Po únoru 1948
Po komunistickém převratu v únoru 1948 byl rodině Mašínů zabaven téměř veškerý majetek a začátkem 50. let 20. století musela rodina (Zdena Mašínová, Josef a Ctirad Mašínovi) opustit Poděbrady a přestěhovat se do polorozbořeného objektu v obci Činěves. Armádu opustil (odešel do výslužby) Ctibor Novák v roce 1950 ze zdravotních (ale i kádrových) důvodů v hodnosti majora. V letech 1951 až 1953 pracoval jako recepční ve vojenské zotavovně v Karlových Varech a jako trafikant v Jeseníku. V letech 1951 až 1953 vystudovala Zdena Mašínová mladší Vyšší zdravotnickou školu v Olomouci a v létě 1953 nastoupila jako laborantka na olomoucké krajské hygienické stanici. V té době již byli její bratři Ctirad a Josef plně zapojeni do protikomunistického odboje. V 50. letech 20. století pracovala Emma Nováková jako dělnice v Lázních Jeseníku.

#### Po útěku Josefa a Ctirada na Západ
V noci z 3. na 4. října 1953 překročili hranice Československa Ctirad a Josef Mašínovi a za známých okolností utekli na Západ, kam (do západního Berlína) dorazili 31. října 1953. Brzy po tom, co se bratři Mašínové dostali do západní zóny Německa, byl 26. listopadu 1953 zatčen v Dolní Lipce číslo popisné 9 (okres Žamberk) jejich strýc Ctibor Novák. V tentýž den byla zatčena v Olomouci i dvacetiletá Zdena Mašínová mladší. Dne 26. listopadu 1953 byla rovněž zatčena i její matka Zdena Mašínová starší. 

Uprchlí členové skupiny bratří Mašínů
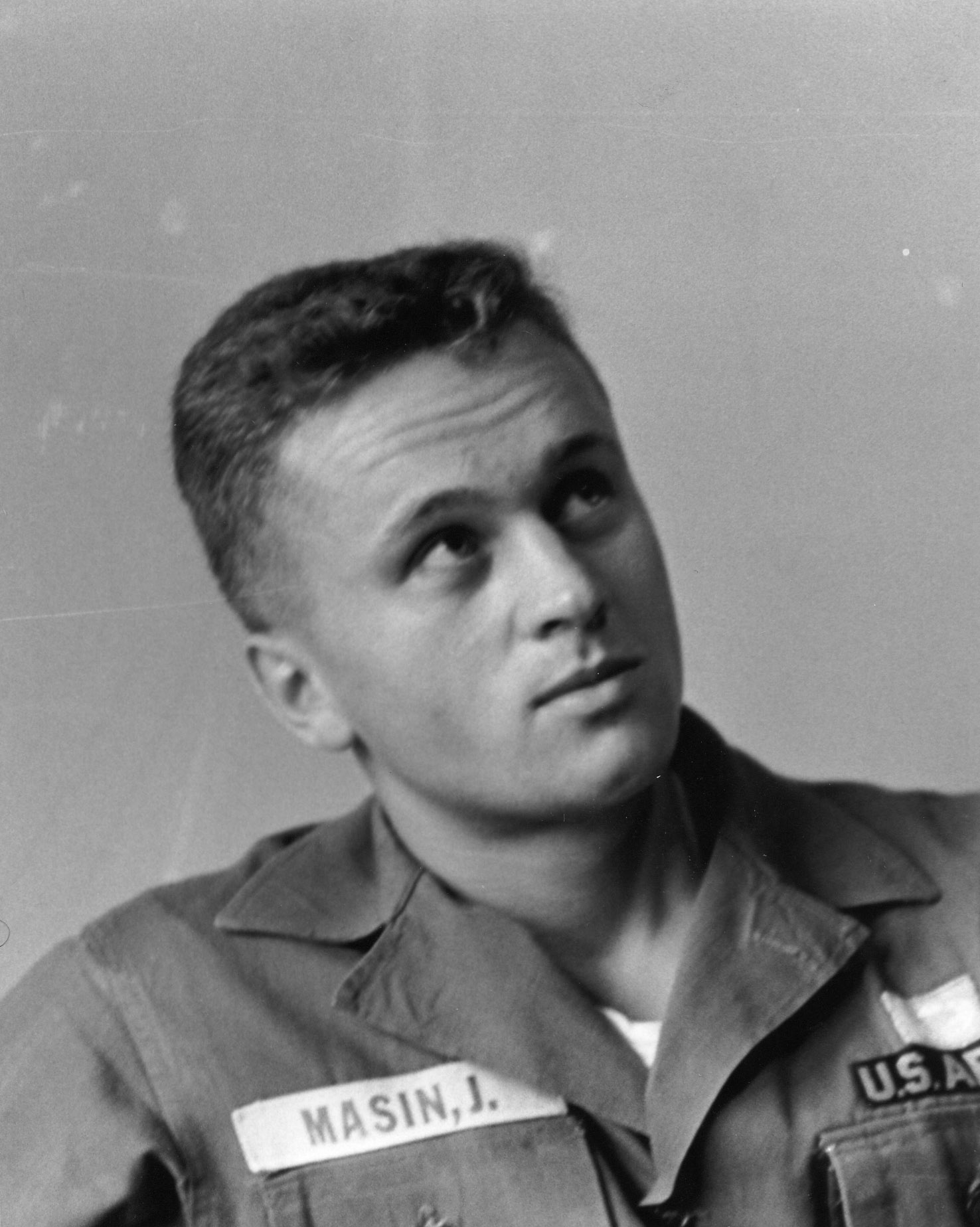
Josef Mašín mladší v uniformě US armády, do jejíž řad vstoupil po úspěšném probití se do Západního Berlína
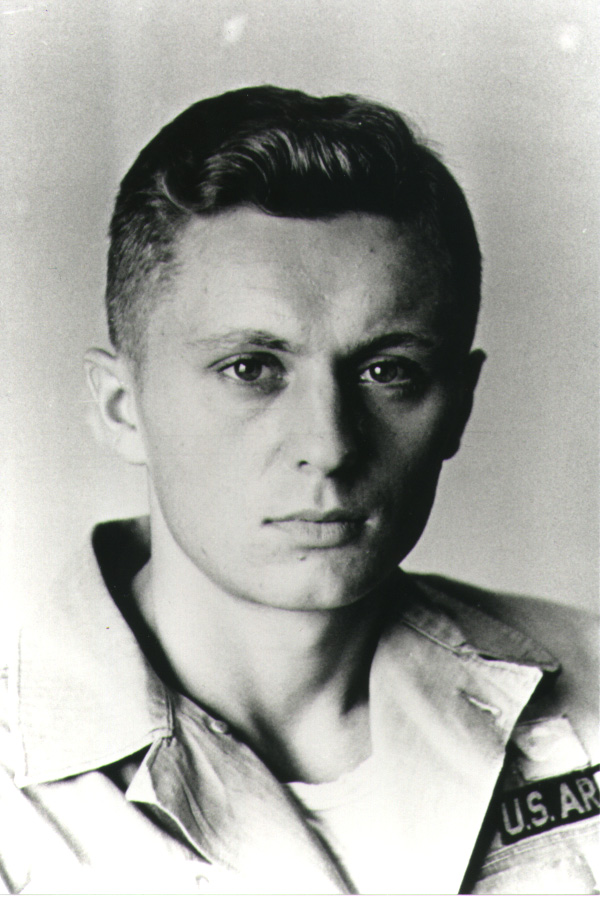
Ctirad Mašín v uniformě US armády, do jejíž řad vstoupil po úspěšném probití se do Západního Berlína
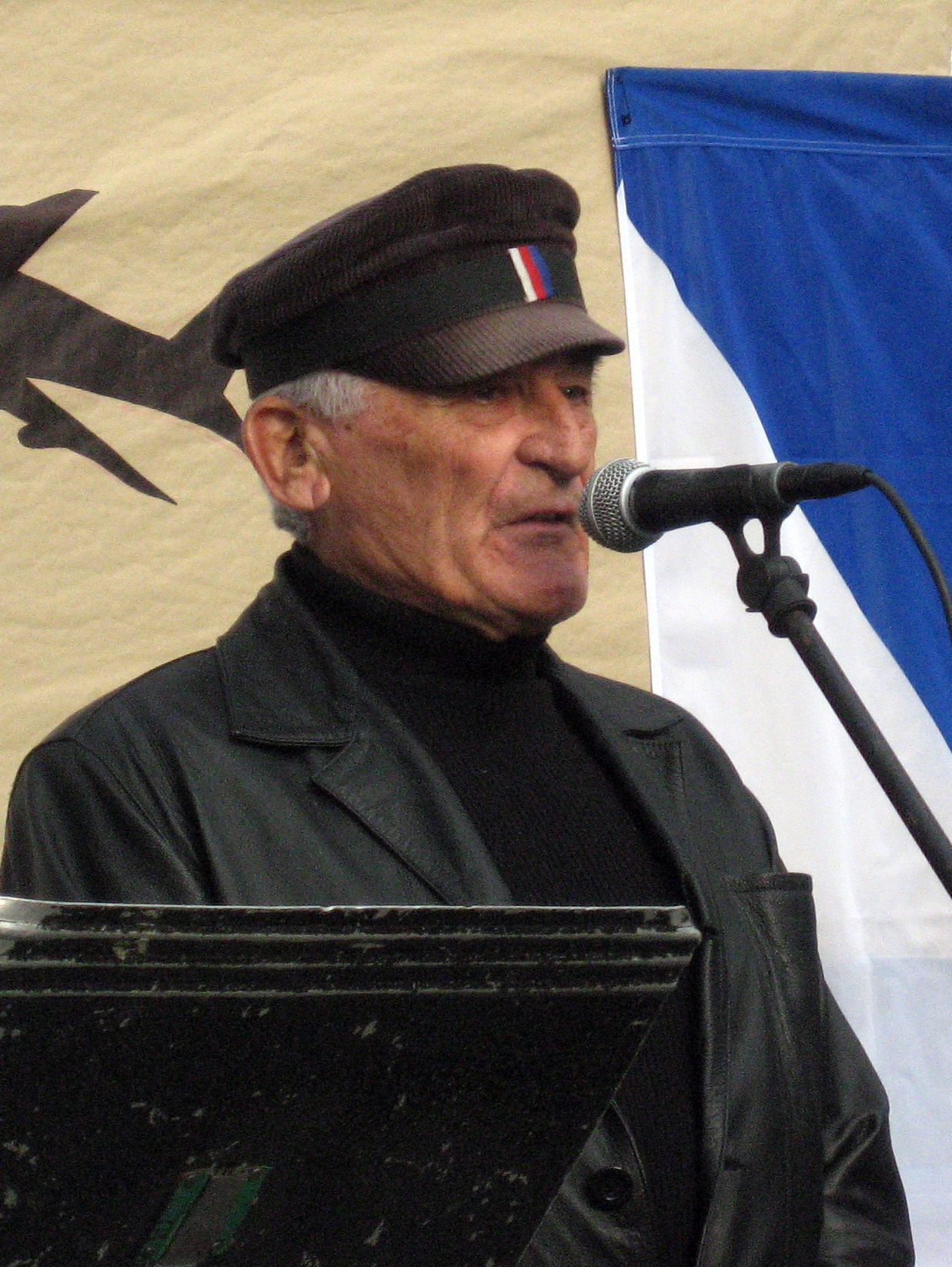
Milan Paumer (rok 2007)

#### Antonie Dvořáková
Jediná, kdo se dostal na svobodu byla Zdena Mašínová mladší. Na jaře 1954 ji sice propustili na svobodu, ale státní bezpečnost (StB) ji i nadále (až do roku 1965) bedlivě nepřímo sledovala prostřednictvím konfidentky StB Antonie Dvořákové. Státní bezpečnost stále hledala indicie a informace o uprchlých Josefu Mašínovi mladším a Ctiradu Mašínovi. Antonie Dvořáková byla nejspíše posledním člověkem, kterému těžce nemocná a na prahu smrti se nalézající Zdena Mašínová starší ve vězení důvěřovala. Dvořáková o ni v rámci možností pečovala a získala tak její přátelství. Po smrti Zdeny Mašínové starší (12. června 1956) byla Antonie Dvořáková cíleně propuštěna na svobodu s konkrétním cílem: vyhledat Zdeniny pozůstalé (Emmu a Zdenu Mašínovou mladší), navázat s nimi kontakt, vetřít se do jejich přízně a to především na základě faktu, že byla posledním, kdo Zdeně Mašínové v komunistickém kriminále pomohl. Právě tento argument otupil ostražitost Emmy Novákové. Dvořáková se vetřela do přízně Zdeny Mašínové mladší, navázala kontakt s její babičkou Emmou Novákovou a poskytovala státní bezpečnosti o obou ženách průběžně detailní informace. Dvořáková navíc (kromě informací o Josefu a Ctiradovi) pod falešnými sliby postupně vylákala (na vlastní pěsť a jako půjčku) z Emmy uspořené peníze. Stb nakonec rozehrálo s pomocí agentky Dvořákové fiktivní hru. Jednoho dne se Dvořáková před Zdenou Mašínovou mladší objevila v rozrušení se zprávou, že Josef Mašín se objevil v Československu a potřebuje pomoc. Zdena Mašínová, na rozdíl od své babičky Emmy, Dvořákové na tuto léčku neskočila a sama domnělý příchod svého bratra do Československa udala na policii. Léčka Dvořákové nevyšla a nějaký čas Emmě a Zdeně tak konfidentka zmizela ze života. Antonie Dvořáková ale nehodlala půjčené peníze vrátit a tak ji Zdena Mašínová mladší koncem 60. let 20. století zažalovala. Během soudního přelíčení se tak podařilo Zdeně Antonii Dvořákovou veřejně odhalit (dekonspirovat). Antonie Dvořáková byla soudem uznána vinnou defraudantstvím, ale Emma ani Zdena zpět od ní žádné peníze nezískaly.

#### Odsouzení Ctibora Nováka

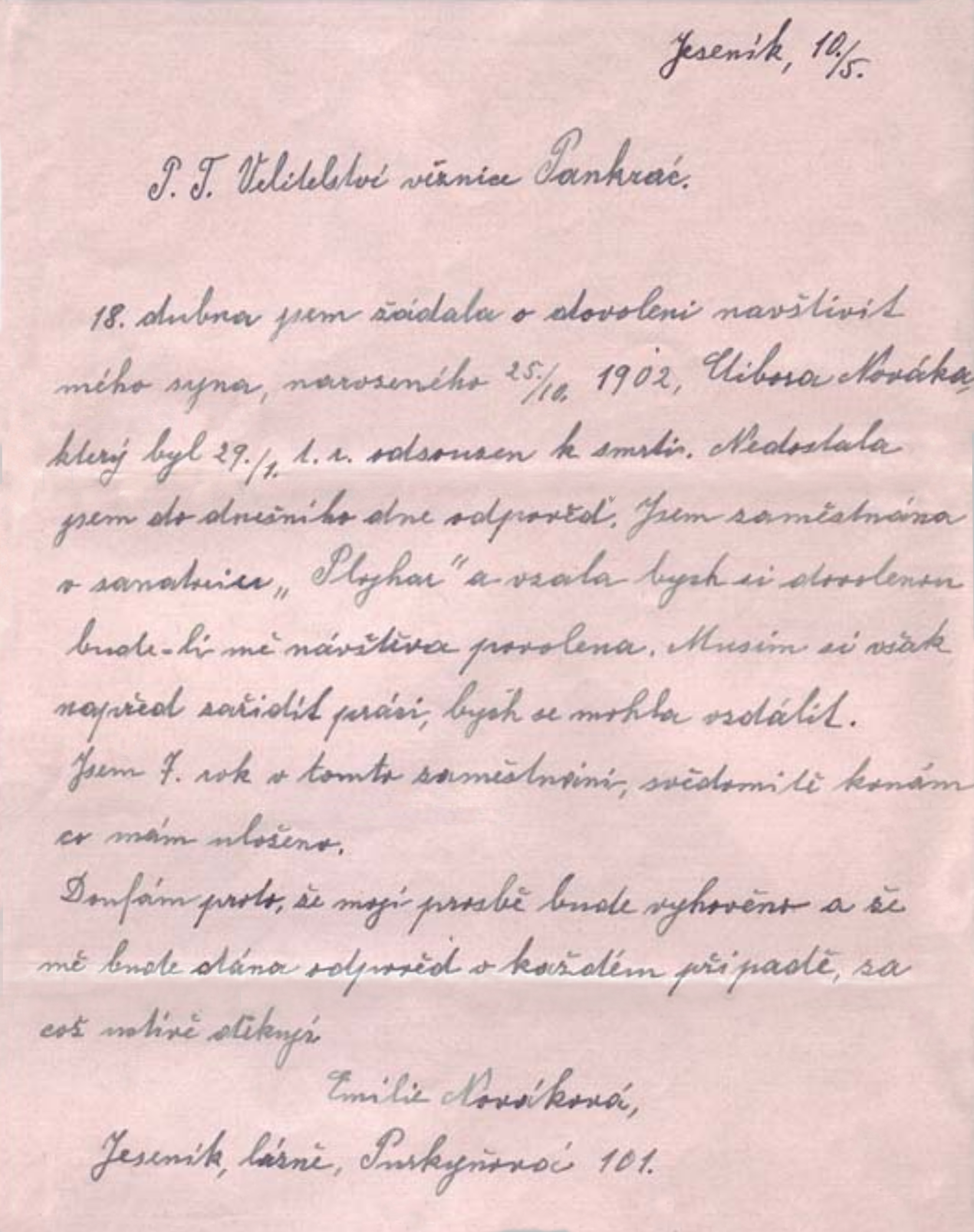
Poslední urgovaná žádost Emmy Novákové o návštěvu syna byla datována osm dní po jeho popravě.

V souvislosti s působením odbojové antikomunistické ozbrojené skupiny bratří Mašínů byl Ctibor Novák odsouzen (coby hlavní postava vykonstruovaného procesu) za velezradu a špionáž k trestu smrti (rozsudkem ze dne 29. ledna 1955) a byl následně popraven dne 2. května 1955 v Praze na Pankráci (spolu s Václavem Švédou a Zbyňkem Janatou, kterým se útěk se skupinou bratří Mašínů do západního Berlína nezdařil). Emma Nováková, jako jeho matka, žádala úřady o svolení svého k smrti odsouzeného syna ještě před popravou navštívit ve vězení. To jí ale nebylo umožněno. Naposledy o návštěvu syna žádala dopisem datovaným k 10. květnu 1955, ale to již byl její syn předtím 2. května 1955 popraven oběšením.
Dne 3. června 1955 byla v samostatném vykonstruovaném procesu už těžce nemocná Zdena Mašínová starší odsouzena na 25 let žaláře za údajný čin velezrady a špionáže, přičemž obžaloba požadovala trest smrti.

Ctibor Novák a spolupopravení Václav Švéda a Zbyněk Janata
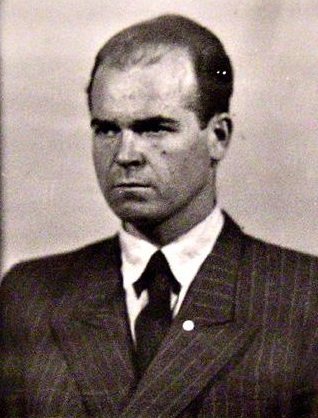
Vazební fotografie Václava Švédy (1921-1955), pořízená v roce 1954, po předání zadrženého do Československa
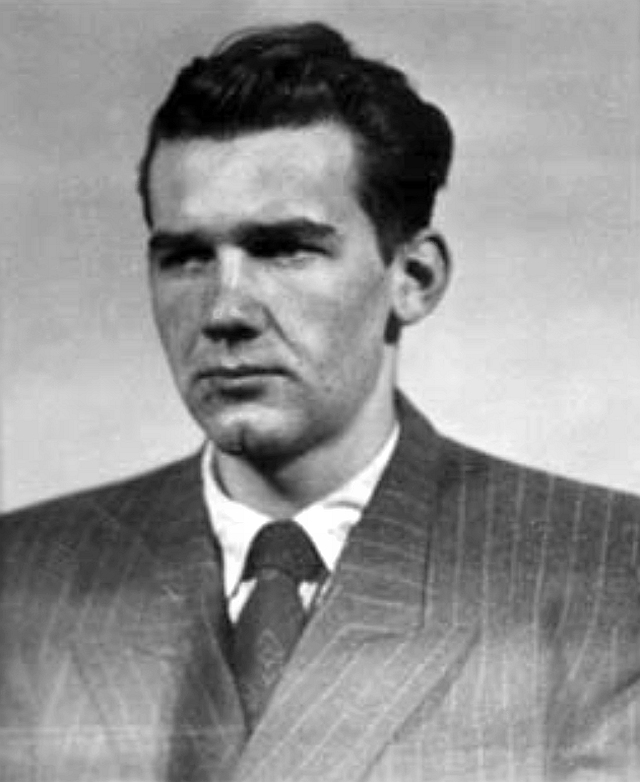
Vazební fotografie Zbyňka Janaty (1933-1955), pořízená v roce 1954, po předání zadrženého do Československa
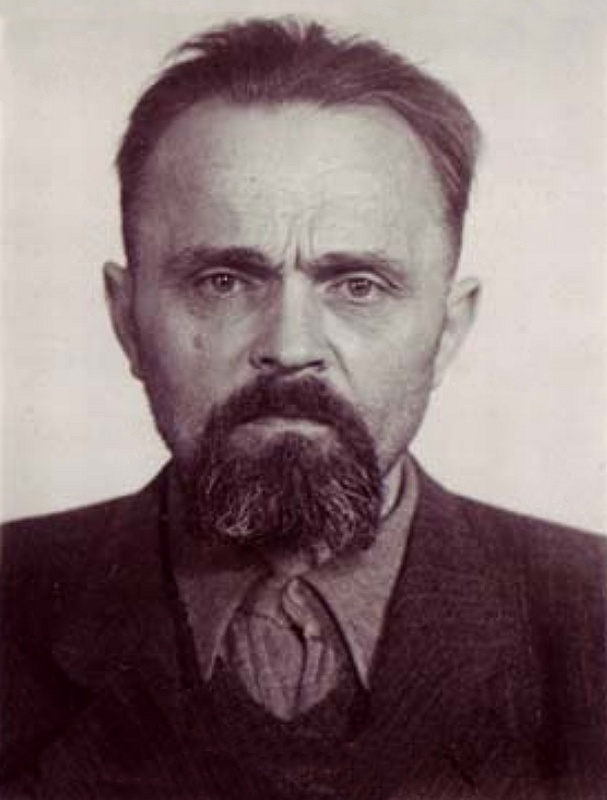
Vazební fotografie Ctibora Nováka

#### Snahy o zmírnění trestu Zdeny Mašínové starší
Z vězení v pražské Ruzyni a z ženské věznice v Pardubicích posílala nemocná a vězněná Zdena cenzurované oficiální dopisy své dceři Zdeně a matce Emmě Novákové. Prostřednictvím těchto dvou osob tak udržovala kontakt s vnějším světem a od nich též dostávala povolené balíčky. Někdy ve druhé polovině října 1955 napsala Emma Nováková žádost o milost adresovanou první dámě – choti prezidenta republiky Marii Zápotocké, s níž se Zdena Mašínová starší znala z Malé pevnosti v Terezíně, kde byla Marie Zápotocká za protektorátu vězněna po neúspěšném svém i manželově pokusu o emigraci do SSSR v roce 1939. Emma doufala, že Marie Zápotocká se bude snažit pomoci své někdejší spoluvězeňkyni, ale výsledkem byla jen strohá odpověď z Kanceláře prezidenta republiky (datovaná k 15. listopadu 1955) s lakonickou konstatací, že žádost byla postoupena Ministerstvu spravedlnosti. Emma i Zdena sepsaly společně novou žádost o milost pro Zdenu Mašínovou, ale ta byla nejvyšším soudem v Praze dne 3. února 1956 zamítnuta. Poslední žádost o milost (respektive o zmírnění trestu) pro svoji nemocnou dceru napsala 4. dubna 1956 její 78letá matka Emma Nováková a adresovala ji přímo prezidentu Antonínu Zápotockému. Zdena Mašínová byla umístěna do tábora nucených prací v Pardubicích. Když se její špatný zdravotní stav (trpěla rakovinou střev) ještě více zhoršil, byla převezena do vězeňské nemocnice v Praze–Pankráci, kde 12. června 1956 zemřela. Pohřbena byla do neoznačeného hromadného hrobu na Ďáblickém hřbitově.

Vězeňská identifikační trojfotografie Zdeny Mašínové starší
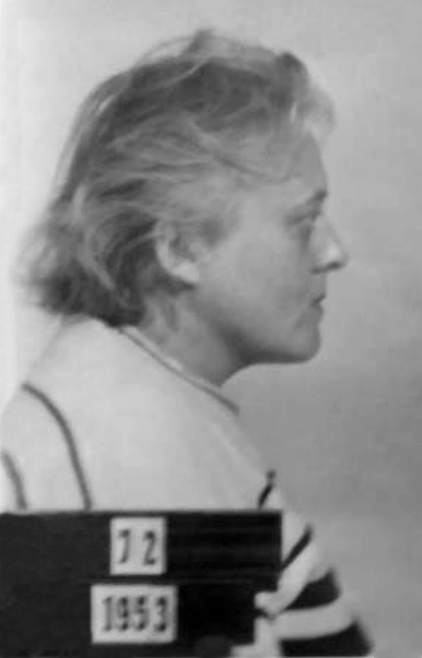
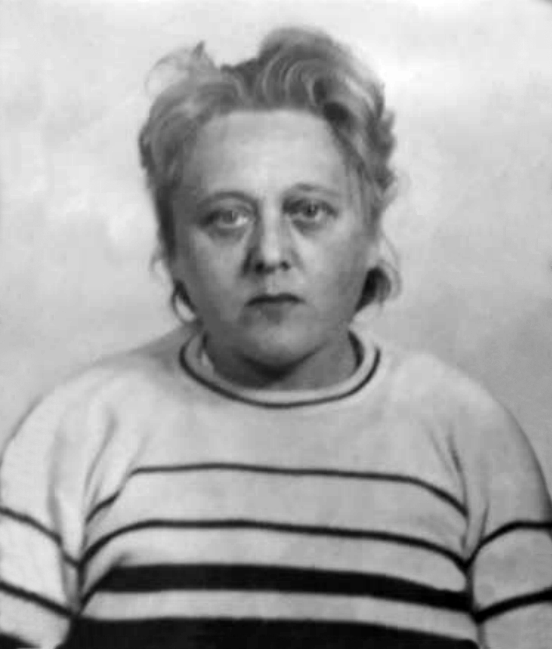
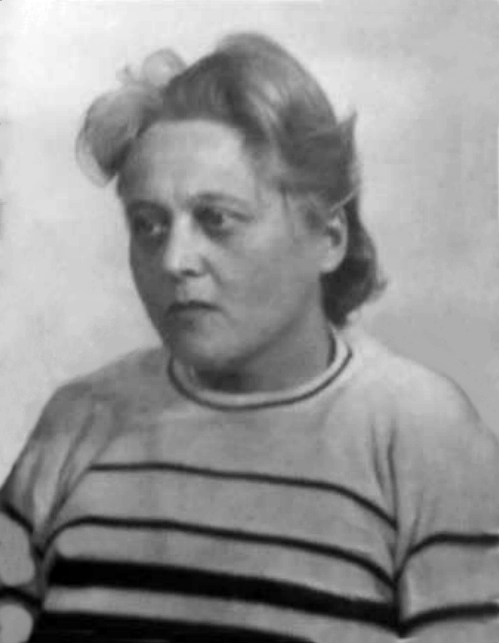

## Závěr
Emma Nováková byla pracovitá, průbojná a na svoji dobu nebývale samostatná žena, která velice obětavě podporovala všechny členy rodiny Mašínů. Do pozdního věku, pokud jí to zdraví dovolovalo, pracovala. Zemřela 30. května 1977 v Praze v úctyhodném věku 99 let. Silně ovlivnila výchovu svojí dcery Zdeny Mašínové starší, stejně jako své vnučky Zdeny Mašínové mladší. Měla značné výhrady k tomu, jak její manžel Ing. Leopold Novák vychovával jejich syna Ctibora Nováka. Nelíbil se jí ani příliš benevolentní přístup její dcery Zdeny Mašínové starší k výchově jejích vnuků Ctirada a Josefa. Emma Nováková byla pohřbena na Ďáblickém hřbitově (UH III 2 52).